# Barbe grise
Pour plus de détails, voir Fiche technique et Distribution.
Barbe grise est un film muet français réalisé par Georges Monca, sorti en 1911.

## Fiche technique
- Titre : Barbe grise
- Réalisation : Georges Monca
- Scénario : Léon Chavignaud
- Photographie :
- Montage :
- Société de production : Société cinématographique des auteurs et gens de lettres (S.C.A.G.L)
- Société de distribution : Pathé Frères
- Pays d'origine :  France
- Langue : film muet avec les intertitres en français
- Métrage : 220 mètres
- Format : Noir et blanc — 35 mm — 1,33:1 — Muet
- Genre :  Film dramatique
- Durée : 7 minutes 20
- Date de sortie : 
  - France : 11 août 1911

## Distribution
- Charles Mosnier : Michel Combert
- Georges Tréville : le grand-père Mathieu
- Paul Capellani : René Audoux
- Andrée Pascal : Laure Fontaine
- Gaston Sainrat
- Émile André
- Edmond Godot
- Édouard Delmy
- Paul Polthy
- Paul Calvin
- Faivre
- Benoît